# Paradijsparkiet
De paradijsparkiet (Psephotellus pulcherrimus) is een uitgestorven vogel uit de familie Psittaculidae (papegaaien van de Oude Wereld) uit het oosten van Australië.

## Verspreiding en leefgebied
De vogelsoort kwam voor in savanne met verspreid bos en struikgewas waar hij nesten maakte in termietenheuvels in het zuidoosten van Queensland en mogelijk ook in New South Wales.

## Status
In de 19de eeuw was de vogel plaatselijk algemeen maar in de loop van die eeuw ging de vogel snel in aantal achteruit, vooral na een lange droogteperiode in 1902. In 1918 werd de vogel min of meer herontdekt. De laatste goed gedocumenteerde waarneming is uit 1928. Daarna zijn er minder zekere waarnemingen uit de jaren 1930 en 1940 en zelfs nog uit 1990. In 1988 kwam de vogel als bedreigd op de Rode Lijst van de IUCN, maar sinds 1994 wordt hij als uitgestorven beschouwd.